# Castellserà
Castellserà és un municipi de la comarca de l'Urgell, pertanyent al partit judicial de Balaguer, està situat al nord-est de la comarca, al límit amb la comarca de la Noguera. La localitat és situada a l'anomenat Pla d'Urgell, arrecerada al peu de la serra d'Almenara, que li queda a la banda nord. El terme de 15,84 quilòmetres quadrats està dividit en dos sectors pel canal d'Urgell: la part del nord, de secà, amb 168 ha, i accidentat per la mencionada serra, i la part del sud, de regadiu, que es troba regat per diverses séquies del canal. Està situat a una altitud de 267 m.

## Etimologia
Sobre el nom de la localitat hi ha una llegenda que, més o menys, diu així: Quan el poble ja estava conquerit als musulmans, com que el comte d'Urgell Ermengol IV va ser ajudat d'igual i important manera per part d'un bisbe i d'un noble, el comte els va donar la localitat perquè hi construïssin el que, segons ells, més hi fes falta. Es reuniren el noble i el bisbe i discutiren sobre el que hi havien d'edificar. El bisbe, com és natural i per a augmentar la fe, hi volia un monestir. El noble, per a defensar el territori, hi volia un castell. I ja veus aquí, que el bisbe deia que havia de ser un monestir i que el noble deia que havia de ser un castell. Que si un castell, que si un monestir. Que si un monestir que si un castell. I com més discutiren, més s'entossudien i fins i tot començaren a escridassar-se, fins que fora de si, el noble tragué l'espasa i amb un fort cop damunt de la taula digué: un castell serà! I d'aquí ve el nom del poble: Castellserà.
És clar que això només és una llegenda i que la realitat és ben diferent. El nom del nostre poble, segons opinen els estudiosos entesos en aquesta matèria, ve del nom del lloc d'on procedien els primers habitants cristians que repoblaren aquest lloc.
Etimològicament, significa «castell del camí», provinent de l'àrab assirat.

## Llocs d'interès
- La Panera és un edifici construït al segle xvi per l'abat Domènec Porta com ho testimonia el seu escut gravat en una arcada interior. Consta de planta baixa i primera planta. La singularitat de l'obra radica en la portada d'entrada de mig punt amb dovelles i l'escut abacial en la part superior; les columnes amb les arcades, que des de la planta baixa sostenen tot l'edifici. L'embigat amb esplèndides bigues de fusta melis i el teginat del sostre amb cassetons amb rajoles de terrissa. Cal destacar també els senyals dels picapedrers encara visibles. En un principi estava destinat com a magatzem per a recollir els delmes de la senyoria de Poblet de la Baronia de l'Urgell. Posteriorment, i una vegada restaurat, es destina a activitats culturals com teatre, concerts, exposicions, conferències… L'any 2001 fou declarat Bé Cultural d'Interès Nacional (BCIN), en la categoria de monument artístic. Actualment serveix com a espai cultural, per petits actes i per a exposicions.
- Cal Tarragona (La Casa dels Àngels). És una casa pairal catalana construïda a principis del segle xvii. Consta de planta baixa, primer pis i golfes. La portada renaixentista i la façana estan fetes amb carreus de pedra ben tallada. Al primer pis destaca un balcó amb dues portes i quatre finestres allindanades. Les golfes tenen unes obertures típiques del país. El 2009 l'adquireix el Mag Lari per a construir-hi "La Casa dels Àngels", una casa experiència. Podeu visitar la pàgina web aquí.
- Laberint de blat de moro. El Laberint de Blat de Moro a la finca de la casa rural la Masia l’Esperança, és el primer a les terres de Lleida. Aquest va obrir les portes l’any 2006 i té una extensió fins a tres hectàrees. El Laberint planteja ddos kilòmetres de camins verds, alguns sense sortida i altres que et fan tornar endarrere, i així s'hi crea un complicat desafiament. El traçat del laberint forma símbols només apreciables des d’una foto aèria. Cada any se'n canvia la temàtica i el recorregut, el que en fa així any rere any una activitat diferent i única.[2]
- La creu de terme data del segle xvi. A la creu s'hi representen en una cara la figura del Crist Redemptor i en l'altra la figura de Maria, envoltada d'àngels, tenint les puntes de la creu unides per ornaments entrellaçats. La llanterna està formada per un fris amb vuit capelletes amb diferents sants a cada una d'elles, entre els quals es pot identificar a St. Miquel, St. Joan, St. Roc i St. Pere. Totes aquestes figures estan ornamentades amb dosserets que dibuixen petites columnes, llaçades, creus, etc. i recolzades sobre una cornisa decorada amb àngels, escuts i motius geomètrics.
- L'església parroquial de Santa Maria Magdalena, patrona de la localitat, es va construir a principi del segle xvi. És un edifici construït amb carreus de pedra tallada. A la façana principal s'hi observa la portalada amb un arc de mig punt, amb dovelles; un motiu decoratiu format per dues columnes i un timpà d'estil neoclàssic que emmarquen la imatge de la verge amb el nen i un rosetó amb ornaments geomètrics. L'edifici és d'una sola nau, amb contraforts interiors que encabeixen sis capelles laterals, amb un absis i una absidiola que fa de sagristia. La coberta és de creueria amb clau de volta. Cal destacar les lloses de les sepultures que hi ha al terra del seu interior.
- Cal Carnisser és una casa construïda a mitjan segle xx. De la façana destaca la gran balconada, amb notable treball de forja a la balustrada i els esgrafiats que representen bucòliques escenes camperoles relatives a les tasques agrícoles més representatives de cada estació.
- Trinxeres de la Guerra Civil. Trams de trinxeres i nius d'ametralladora situats a la serra de Bellmunt-Almenara que van ser emprats de forma defensiva per part de l'exèrcit republicà, a partir de l'abril del 1938, durant l'ofensiva franquista, en el marc de la Guerra Civil Espanyola. Van servir com una línia de defensa complementària a la L2 (segona línia de defensa republicana), que s'estenia al llarg del Canal d'Urgell fins a arribar a les Garrigues.[3] Van ser recuperades a finals de l'any 2023.[4]

## Festes populars
- Sant Sebastià. La festivitat de Sant Sebastià, patró de la localitat, se celebra cada 20 de gener. Normalment els actes festius del matí inclouen la missa a l'ermita del sant, amb l'ofrena per part del poble, el cant dels goigs del Sant i el repartiment dels panets beneïts.
- Carnestoltes. Cada any se celebra aquesta festa a la població, amb activitats per a petits i grans.
- Festa del Bandoler. Se celebra el segon cap de setmana de maig. Es volen rememorar els fets ocorreguts a la localitat, a finals del s. XV i principis del s. XVI relacionats amb els bandolers. Fets que, sempre van tenir lloc en aquestes contrades i que estaven, molts d'ells, relacionats amb el bandoler, cap de quadrilla, fill de la vila, Perot d'Argensola. Per aquesta finalitat els veïns es vesteixen d'acord amb l'època durant els dies en què se celebren els seus actes, que comprenen teatre, música, fira d'artesans i recreacions històriques. En resum, una festa amb els bandolers com a protagonistes i que vol ésser característica de la localitat. Consulta informació a la pàgina de facebook.
- Festa Major. La Festa Major se celebra el cap de setmana més pròxim al dia 22 de juliol, data de festivitat de la patrona de la localitat Sta. Magdalena. Es fan diverses activitats per a totes les edats.
- Castellserà de Nit. Es tracta d'un cicle cultural que esdevé tots els dijous del mes d'agost a diferents places de la vila. La programació és àmplia i diversa i es poden veure espectacles de música, teatre, titelles, màgia o circ.

## Fires
- Fira d'Horticultura - Viu l'Hort. És un esdeveniment dedicat exclusivament a l'horticultura. S'hi reuneixen agricultors, aficionats, tècnics, consumidors i es posa en comú les tècniques tant modernes com tradicionals. Hi tenen lloc xerrades, tallers i conferències sobre horts urbans, ecologia, permacultura, plantes aromàtiques, medicinals, alimentació, conservació i manipulació de les hortalises, etc. La Fira d'Horticultura neix l'any 2018 i té lloc el mes d'abril. Visiteu la pàgina web aquí.

## Equipaments
- Consultori mèdic. Amb servei diari de metge i infermer. El centre d'atenció primària més proper (Urgències) és a Tàrrega (20 km); en cas de problema mèdic també es pot anar a Lleida, a l'Hospital Arnau de Vilanova.
- Biblioteca Municipal Valeri Serra i Boldú. La biblioteca de Castellserà forma part del Sistema de Lectura Públic de Catalunya. Disposa d'una gran quantitat de fons bibliogràfic. També un espai de lectura de premsa, amb diaris locals i catalans, així com 45 revistes de publicació periòdica. Disposa també de tres punts de connexió gratuïta a internet i d'un espai de lectura per als més menuts de la casa. Consulteu novetats i tota la informació al blog.
- Piscines municipals. Situades a la part oest del municipi, obren només els mesos d'estiu. Consten de tres vasos, un de gran, un de mitja i un de petit.
- Estadi Municipal Enric Tarragona. L'estadi de futbol, de gespa natural, està situat a la part oest del municipi, allotja partits de futbol del club local i del club comarcal. A les mateixes instal·lacions es disposa del camp i del local del Club de Bitlles del poble.
- Pista de pàdel. La pista de pàdel és de gestió municipal. Oberta tots els dies de l'any excepte esdeveniments especials. Podeu fer les vostres reserves de forma telemàtica. Pàgina de reserves.
- Poliesportiu. Equipament esportiu cobert del municipi. Disposa de porteries de futbol sala i de cistelles de bàsquet reglamentàries. S'utilitza també per tot tipus d'actes festius i culturals.
- Garuta. La Garuta és un edifici cultural on es troba la biblioteca municipal, que porta el nom del fill il·lustre de la vila Valeri Serra i Boldú.

Pel que fa a les instal·lacions educatives, el poble disposa de llar d'infants municipal i escola de primària. A partir dels 12 anys, els alumnes estudien la secundària a l'Institut Ermengol IV de Bellcaire d'Urgell. Sala de vetlla. La sala de vetlla és municipal i disposa de dues sales diferenciades en cas que s'hagin d'utilitzar.

## Fills il·lustres
- Valeri Serra Boldú. (Castellserà 1874 - Barcelona 23 de juny de 1938). Ha estat un dels més destacats estudiosos del folklore català i el seu treball publicat ha permès la salvació d'una part important del llegat cultural popular de les terres de parla catalana. Estudià als escolapis de Balaguer i després peritatge mercantil a Barcelona. Des que el 1896 conegué Jacint Verdaguer, feu de veritable deixeble i col·laborador seu, especialment a la revista "La Creu del Montseny" (1899-1900), i compartí el seu ideari de catalanisme catòlic i conservador, alhora que anà encarrerant els seus interessos envers el folklore religiós, seguint el consell de mossèn Cinto. Mort Verdaguer, i casat i instal·lat a Bellpuig, Valeri Serra fundà i dirigí el setmanari Lo Pla d'Urgell (1912-1921), a través del qual participà activament en les qüestions de caràcter econòmic, polític i religiós que es donaren en aquells temps a la gran plana urgellenca. Hi publicà també en forma de seccions o sèries d'articles, obres importants com el Calendari folklòric de l'Urgell (1914-15), i Mossèn Cinto Verdaguer (1915). Periodista, biògraf de Verdaguer i folklorista, l'any 1919 es traslladà a Barcelona on feu de professor a l'Escola d'Agricultura. Treballà a l'administració catalana i després a La Vanguardia. Reconegut ja com a periodista i folklorista professional, publicà monografies d'interès turístic sobre Bellpuig, Tàrrega, Lleida, reculls de rondalles, el Llibre d'Or del Rosari a Catalunya (1925) i una revista especialitzada en estudis de folklore, l'Arxiu de Tradicions Populars (1928-1935). Després de la Guerra Civil, es recuperà pòstumament una part de la seva obra (articles periodístics sobre folklore), en castellà, amb el llibre Fiestas y tradiciones populares en Cataluña (1945). A la vila de Bellpuig, on visqué, es va instituir l'any 1984 el "Premi Valeri Serra i Boldú" per a treballs inèdits en qualsevol aspecte de la cultura popular.
- Aurèlia Pijoan Querol. (Castellserà 1910 - Ciutat de Mèxic 1998). Acabat el batxillerat a l'Institut de Lleida l'any 1926, estudia Medicina a les Facultats de Barcelona i València i es llicencia el 1933. Treballa al Laboratori Municipal de Lleida on s'especialitza en la producció de la vacuna contra la tuberculosi. L'any 1936, fa la tesi doctoral sobre la immunitat del paludisme a la Universitat de Madrid, però no pot presentar-la en esclatar la Guerra Civil. Durant el conflicte bèl·lic, treballa com a metgessa a l'Hospital Intercomarcal de Lleida i dirigeix la Casa de Repòs que s'habilita al municipi pallarès d'Espot per als combatents amb problemes pulmonars i respiratoris. Militant del PSUC des de juliol de 1936, Aurèlia Pijoan assumeix, juntament amb les seves germanes Avelina, Palmira i Elena, el Secretariat Femení del PSUC a Lleida i comarques. Més endavant, és nomenada secretària general de la Unió de Dones de Catalunya de Lleida, organització antifeixista nascuda a Barcelona el 1937. Entre setembre i octubre del 1937, és paera de Lleida en representació del PSUC i, probablement, duu a terme les funcions de la Regidoria de Sanitat. D'aquesta manera, es converteix en la primera dona que accedeix a un càrrec de representació municipal a la Paeria. Desenvolupa una intensa activitat política impartint conferències i fent mítings a diferents seus i arreu del territori català. També, amb nombroses intervencions a programes de ràdio en els quals sempre posa l'accent en la necessitat de mobilitzar les dones per a la causa republicana. L'any 1938, la doctora Pijoan es casa amb Luis Pérez García-Lago, destacat militant comunista i, un any després, ha d'exiliar-se a França des d'on marxa a la República Dominicana on passa una temporada a la colònia agrícola el Seybo, en plena selva. El Tribunal de Responsabilitats Polítiques li obre un expedient per haver estat paera durant el període revolucionari que resolt contra Aurèlia Pijoan amb una multa de 5.000 pessetes més 8 anys d'expatriació i 8 anys d'inhabilitació. A principis de 1941, després d'una breu estada a Cuba, s'estableix definitivament a Mèxic on neixen els seus tres fills. Abandona la professió mèdica per dedicar-se exclusivament a l'activitat política com a militant del PSUC i de la Unió de Dones de Catalunya, organització en la què assumeix la secretaria general. Militant de primera hora de la Unión de Mujeres Españolas en México (UME), que aglutina les dones comunistes en particular i les republicanes en general, n'esdevé vicesecretària primera i, més tard, secretària general. Té, també, una activa participació en el Patronat d'Ajut als Patriotes Catalans. Aurèlia Pijoan pertany a un ambient familiar profundament comunista, a Mèxic, el seu marit esdevé secretari general del PSUC, la seva germana Avelina està casada amb el destacat dirigent Pere Ardiaca Martí i mentre que la germana petita, Elena, i el seu marit Ángel Larrauri de Pablo, formen part del nucli de resistència comunista més important a la Lleida franquista. L'any 2015 l'Ajuntament de Castellserà posa el seu nom a un dels carrers del poble, essent així el primer carrer amb nom de dona de la localitat.
- Josep Borrell Pedrós. (Castellserà 1934-2013). Després d'haver estudiat als Maristes i haver estat alumne del prestigiós catedràtic Arandes, Borrell va arribar al FC Barcelona el 1982, de la mà d'un altre històric, el doctor Carles Bestit. Durant set anys va ser el cirurgià dels jugadors del futbol base i el 1988 va rellevar el doctor González Adrio en el primer equip. S'enorgullia del seu carnet de soci número 5.365 del club blaugrana, amb el qual va concloure la seva vinculació professional el 2003. A més de metge i cirurgià, Borrell també es va distingir pels seus dots organitzatius. Així ho va demostrar a l'Hospital Clínic de Barcelona, a l'Hospital de la Creu Roja i a la clínica Asepeyo. Un cop desvinculat professionalment del FC Barcelona, Borrell, que també va ser president de la Societat Espanyola de Traumatologia de l'Esport, es va dedicar a la seva consulta particular i a participar en conferències internacionals sobre traumatologia.
- Simó Trilla (segle xvi-1632) últim abat perpetu del Reial Monestir de Poblet. Va néixer a Castellserà pels volts del 1552. Entrà de novici al monestir de Poblet on acomplí els seus estudis eclesiàstics i fou ordenat prevere el 1577. Ben aviat ocupà en el monestir càrrecs administratius de responsabilitat. La seva fama, com a persona de seny i de suficient estudi, van merèixer elogis com el monjo més apte, idoni i capaç per a governar el monestir. Així, el 1603 fou elegit abat del monestir de Poblet i el 1604 fou nomenat Vicari General cistercenc a Espanya per l'abat general dom Edmon de la Croix.
- Francesc Bonet Bonfill nasqué a Castellserà en 1815. Els seus estudis, en els quals aviat excel·lí, se centraren en la química i la física. Fou catedràtic a Lleida i a Barcelona. Va pertànyer a doctes corporacions nacionals i estrangeres. Publicà, amb d'altres escrits, "Elementos de Física y Nociones de Química inorgánica", que es reeditaren diverses vegades. Morí a Barcelona en 1889.
- Magí Bonet Bonfill era germà d'en Francesc. Nasqué a Castellserà el 1818. El seu anhel, com el del seu germà, fou els estudis de les ciències experimentals. Amb el Doctorat en farmàcia i la llicenciatura en ciències físiques i matemàtiques, fou nomenat catedràtic a la Universitat d'Oviedo l'any 1847 i al Real Instituto Industrial de Madrid, i d'anàlisi química a la Universitat de Madrid l'any 1867, per això, és considerat sobretot com a químic. Durant quatre anys realitzà viatges d'estudis per Europa, en contacte amb els millors mestres. Pertanyia a corporacions doctes nacionals i estrangeres. Fou considerat com el primer químic analista de la seva època. Tanmateix on més destacà fou en la docència, ja que els seus dots de professor eren magistrals. És autor de diverses obres originals i de traduccions de la seva especialitat. Excel·lí sobretot en l'anàlisi química, com a màxima autoritat del país al seu temps. Morí a Madrid el 1894. Ocupà un lloc punter a la història de la química a Espanya.
- Baldomer Bonet Bonet nasqué a Castellserà en 1857. Com els seus familiars es dedicà a la química i als estudis farmacèutics, aconseguint el Doctorat en farmàcia. Fou catedràtic de les universitats de Santiago (1895), de Barcelona (1897) i de Madrid (1899). Va pertànyer a doctes corporacions i ocupà la presidència del Col·legi de Farmacèutics de Barcelona. És autor de diverses obres professionals. Descobrí un procediment per a l'obtenció d'àcid clorhídric a partir del sulfúric arsenical i perfeccionà l'obtenció del clorur d'antimoni. Morí el 1925.
- Joan Folguera Trepat, fill de Castellserà, tot i haver nascut a Tàrrega el 1925. Ingressa al Seminari Seràfic de Balaguer el 1942. Fet el noviciat a la Bisbal, professà en l'orde franciscà el 1944 i fou ordenat prevere el 1951, any en què celebrà la primera missa solemne a la localitat. Acabada la carrera eclesiàstica fou enviat a Roma en es doctorà en Dret Canònic per l'Ateneu "Antonianum". En tornar a Catalunya fou professor a l'Estudiantat de Berga i exercí, a l'Orde Franciscà, diferents càrrecs com el de Definidor Provincial el 1962, Secretari Provincial el 1968, President del Capítol de la Província de Cartagena el 1972, Ministre Provincial de Catalunya el 1974 i el 1979, a Asís, és elegit Definidor General de l'Orde per Espanya i Portugal. Passà a residir a Roma on, el 1985, fou designat pel papa Joan Pau II, Consultor de la Sagrada Congregació de Propaganda Fide i nomenat Postulador General de les causes dels sants, càrrec en el qual és confirmat després del Capítol General celebrat a San Diego (Califòrnia) el 1991. Amb discerniment, prudència, dedicació i competència s'esmerçà en les causes dels sants, com la del beat Joan Duns Escot, del beat Juníper Serra, del papa Joan XXIII, de Sor Francesca i del beat Ramon Llull. Morí a Barcelona el 7 d'octubre de 1995.

## Companyies artístiques locals
Castellserà ha esdevingut sempre un territori creatiu, amb molts veïns i veïnes amb inquietuds culturals. Entre les empreses culturals situades a Castellserà podem destacar les següents:
- Campi Qui Pugui. La companyia Campi Qui Pugui neix l’any 2008 fruit de la passió de dues persones per crear i compartir teatre. La companyia està fundada i dirigida per l’actor Jordi Pedrós i l’actriu Cristina Garcia, formats en diferents mètodes teatrals a escoles de París, Barcelona i Lleida. La nostra experiència anterior alimenta el nostre entusiasme i decidim crear els nostres propis espectacles; creant imatges i personatges visualment atractius que transportin a altres realitats, omplint l’imaginari d’històries. Per nosaltres és important buscar els punts en comú entre tots els públics, amb un tipus d’humor i aspectes visuals que puguin arribar a diferents edats i persones de diferents orígens; despertant l’infant que portem dins. Austràlia, Canadà, Xina, Corea del Sud, Dinamarca, Regne Unit, Alemanya, Romania… Viatjant amb els nostres espectacles hem descobert que allò què ens uneix és més important que les diferències; I en les emocions i la infància, no existeixen.[5]
- David Pradas Gené. (1974, Castellserà) és enginyer i músic, formació que seguí paral·lelament i que culminà a Manresa on, mentre acabava enginyeria a la Universitat Politècnica, estudiava harmonia, composició i orquestració amb Manel Camp i Llibert Fortuny, entre d'altres professors. Prèviament havia rebut formació clàssica al Conservatori del Liceu i al de Cervera. Visita la seva pàgina web aquí.
- Improvisto's Krusty Show és una companyia de circ-teatre creat el mes de maig de 1999.[6]
- La Gata Roja Produccions. La gata roja és una productora musical que aglutina produccions d’espectacles de música, teatre, dansa o animació de petit format. També disposa d’un estudi de gravació i ofereix una gran varietat de música original per a publicitat, cinema, televisió, ràdio, animacions, videojocs, dansa o teatre, etc.[7]
- Oriol Ginestà. Músic i cantant.[8]
- Quim Torres. Històries dibuixats[9]

## L'ensenyament
L'escola a la localitat fou fundada a mitjans del segle xix. Restava situada a la planta baixa de l'Ajuntament. Un mestre assistia a desenes d'alumnes en una sola classe.
L'any 1900 l'escola nacional per a nens estava col·locada en un pis llogat. També hi havia una escola particular. L'any 1920 es crea una altra escola particular a l'edifici del Sindicat amb una classe per a nens i una classe per a nenes.
L'any 1922, en traslladar-se l'escola particular a un altre edifici, les escoles nacionals s'ubiquen al segon pis de l'edifici del Sindicat i es creen dues classes, una per a nens i una per a nenes.
Acabada la guerra civil desapareixen les escoles particulars i les escoles nacionals retornen al Sindicat amb quatre classes.
La necessitat d'un nou centre escolar es feu evident ja des d'un principi, però les necessitats econòmiques no ho feren possible.
El 1923 s'aprova un projecte per a un nou edifici escolar, però no es començà a construir fins al 1946. L'edifici s'acabà el 1951 i és l'actual Escola El Terrall.

## Demografia

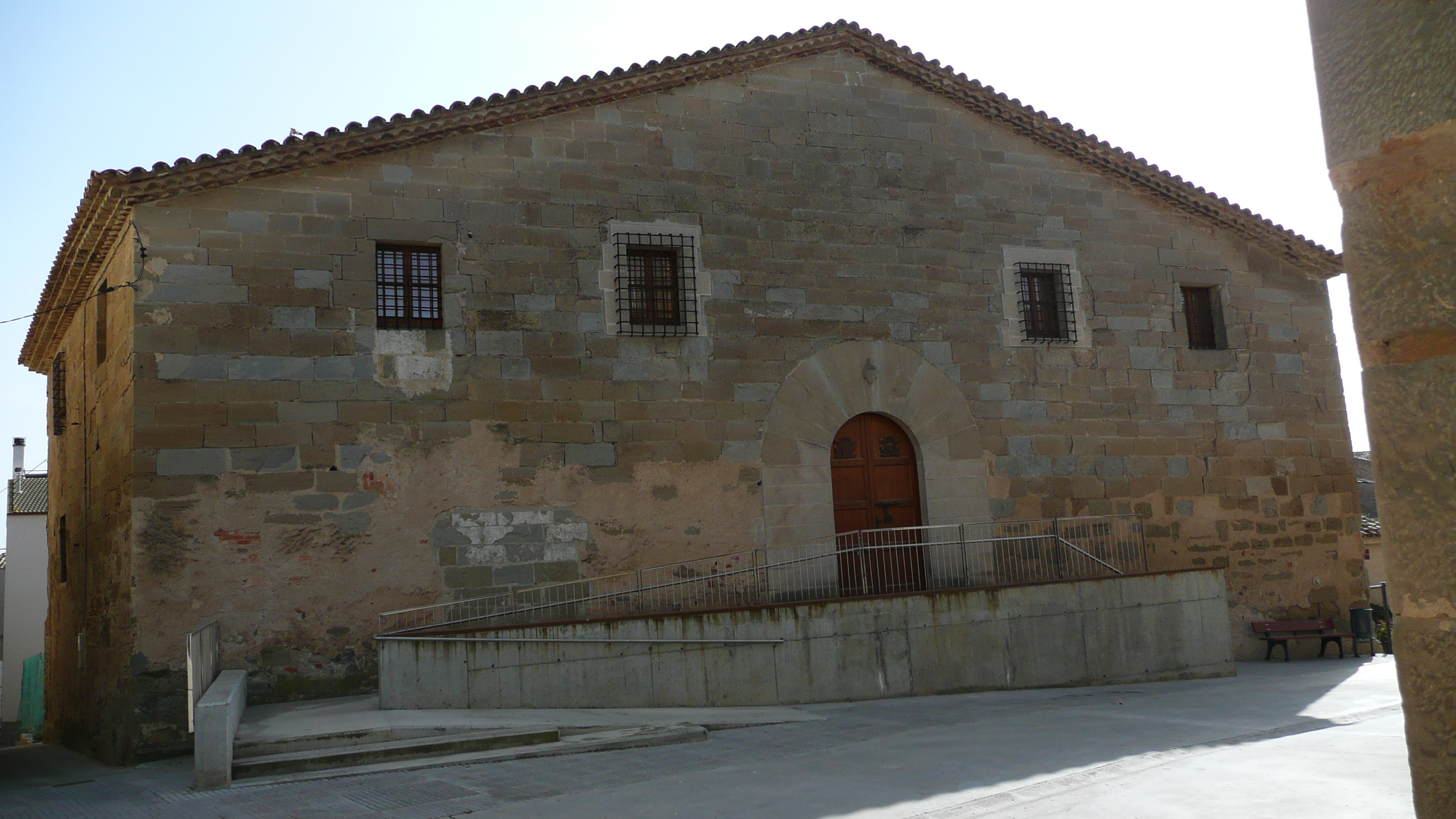
La Panera de Castellserà

| 1497 f | 1515 f | 1553 f | 1717 | 1787 | 1857 | 1877 | 1887 | 1900  | 1910  |
| ------ | ------ | ------ | ---- | ---- | ---- | ---- | ---- | ----- | ----- |
| 35     | 31     | 42     | 161  | 407  | 767  | 789  | 918  | 1.209 | 1.384 |

| 1920  | 1930  | 1940  | 1950  | 1960  | 1970  | 1981  | 1990  | 1992  | 1994  |
| ----- | ----- | ----- | ----- | ----- | ----- | ----- | ----- | ----- | ----- |
| 1.525 | 1.390 | 1.369 | 1.407 | 1.317 | 1.286 | 1.251 | 1.238 | 1.157 | 1.157 |

| 1996  | 1998  | 2000  | 2002  | 2004  | 2006  | 2008  | 2010  | 2012  | 2014  |
| ----- | ----- | ----- | ----- | ----- | ----- | ----- | ----- | ----- | ----- |
| 1.139 | 1.126 | 1.107 | 1.110 | 1.117 | 1.128 | 1.123 | 1.114 | 1.089 | 1.083 |

| 2016  | 2018  | 2020 | 2022 | 2024 | 2026 | 2028 | 2030 | 2032 | 2034 |
| ----- | ----- | ---- | ---- | ---- | ---- | ---- | ---- | ---- | ---- |
| 1.030 | 1.000 | 996  | 961  | 993  | -    | -    | -    | -    | -    |